# Distretto di Ruangwa
Il distretto di Ruangwa  è un distretto della Tanzania situato nella regione di Lindi. È suddiviso in 21 circoscrizioni (wards) e conta una popolazione di 131 080 abitanti (censimento 2012).
Elenco delle circoscrizioni:
- Chibula
- Chienjele
- Chinongwe
- Chunyu
- Likunja
- Luchelegwa
- Makanjiro
- Malolo
- Mandarawe
- Mandawa
- Matambarale
- Mbekenyera
- Mnacho
- Nachingwea
- Nambilaje
- Namichiga
- Nandagala
- Nanganga
- Narung'ombe
- Nkowe
- Ruangwa